# 香港避風塘

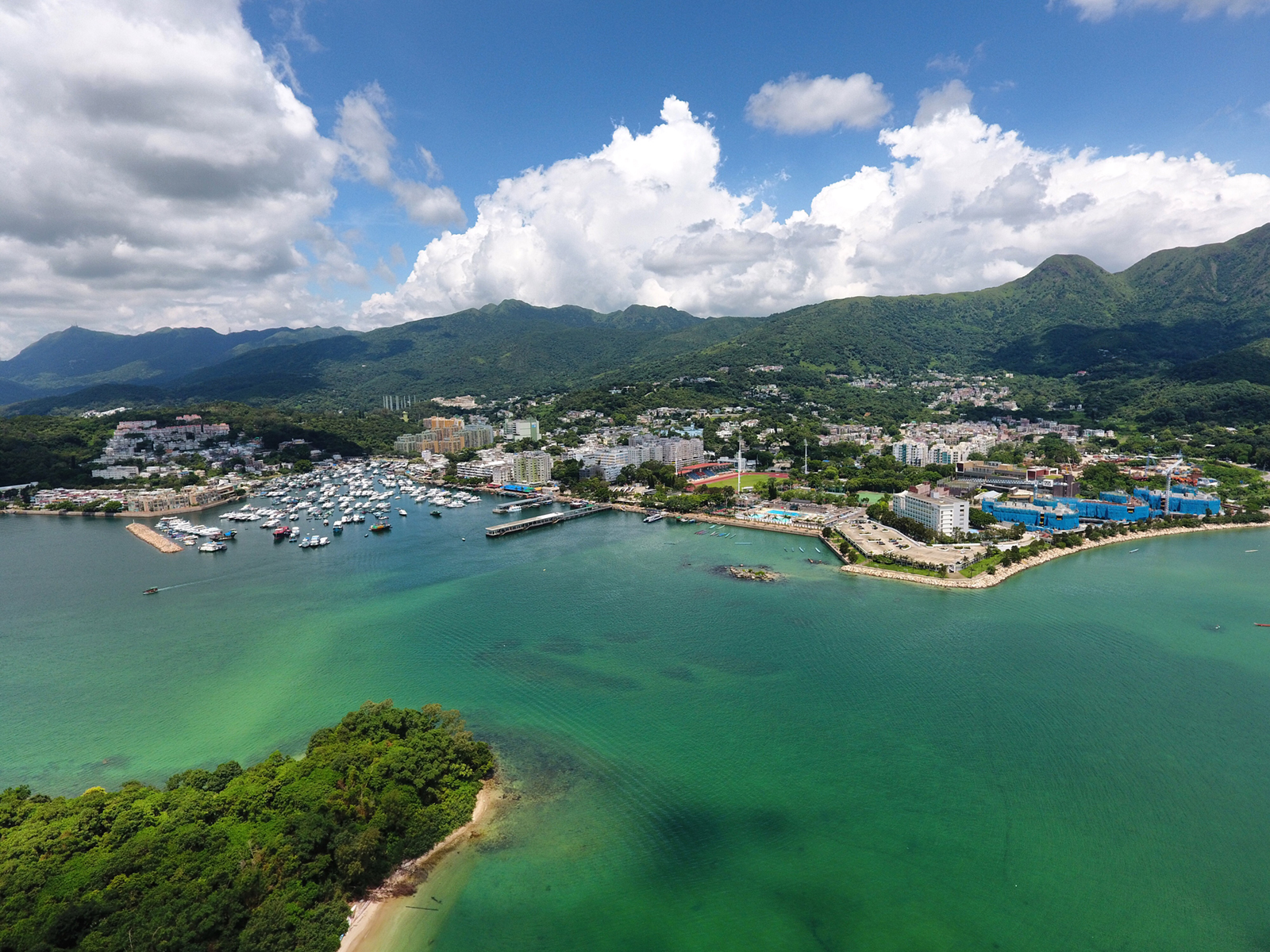
西貢避風碇泊處

避風塘是香港一些專門讓漁船暫避颱風的場所，一般設於海灣或港灣。另外，避風塘也用於停泊遊艇（例如銅鑼灣避風塘）或供船艦上下貨。

## 避風塘生活

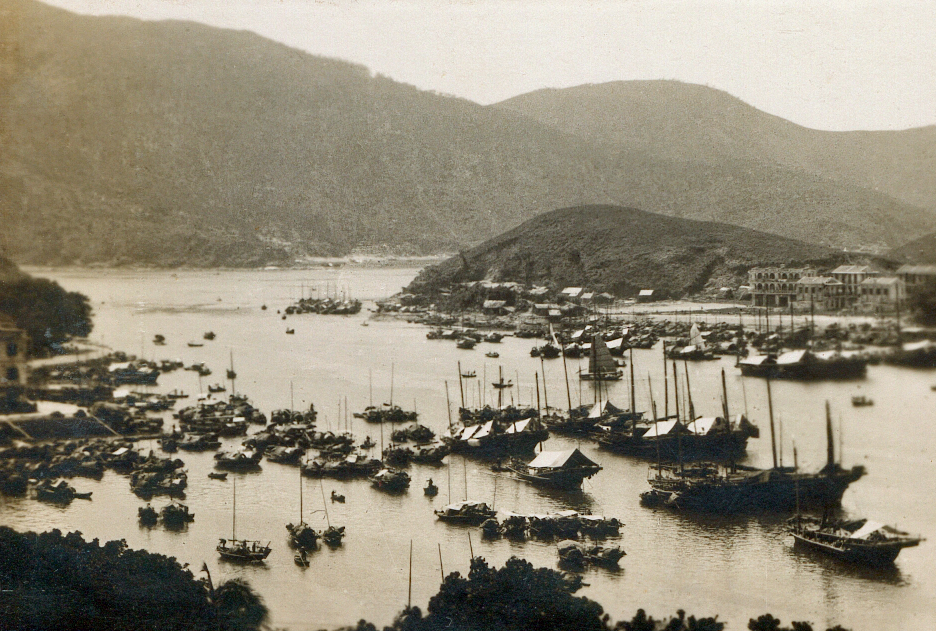
1930年代的香港仔避風塘

1990年代以前，相當龐大的人口在避風塘以水為家，當中不少是漁民或水上人的後裔。他們建立了有別於香港主流文化的水上文化。從多方面來看，水上文化是發展成熟的，譬如，有獨特的婚嫁儀式、飲食習慣、唱調和口音。中式餐館的著名菜式「避風塘炒蟹」，就是源自香港避風塘的水上食肆。
但實際上早年避風塘的居民，其實也有不少是付不起陸上房屋租金，而到艇上寮屋居住的，當中不少是1949年後為逃避共產政權來港的外省難民，香港電台劇集獅子山下曾有單元探討。當中最著名的是筲箕灣愛秩序避風塘艇戶，實際上其是筲箕灣山六村的延伸在1976年春節發生大火，居民大多安置到柴灣興華邨。另一個著名艇戶聚居地為舊油麻地避風塘，此地艇戶多為陽江縣人士。
漁民的生活和文化，在大眾眼中看似有趣迷人，然而，極度貧困的一面則不為人知。由於出海捕魚的需要，漁民家庭的子女大多沒有機會讀書。有見及此，一些宗教團體便創立了「水上學校」，為避風塘的兒童提供教育。另外，漁民出海的魚穫或多或少，收入不定，很難維持生計。後來，由於船上難以妥善安置抽水馬桶和垃圾收集設施，而人口又漸趨稱密，避風塘惡劣的衛生情況可想而知。

## 現況
香港的漁業式微，大多數漁民已上岸生活，而避風塘文化亦隨之迅速消失。避風塘的作用至今未變，即使在不久的將來，避風塘也是香港不可缺少的。一些以避風塘炒蟹打響名堂的食肆亦已遷岸開業。同時，因為艇上居住環境惡劣，香港房屋協會分別興建了香港仔漁光村、西貢區對面海邨和翠塘花園來專門安置上岸漁民，而房屋署也為漁民興建不少公共房屋，屬下的大元邨、太和邨也安置不少三門仔漁民，而柴灣漁灣邨、屯門三聖邨、青衣島長青邨也是為漁民因填海必需上岸而興建。

## 位置

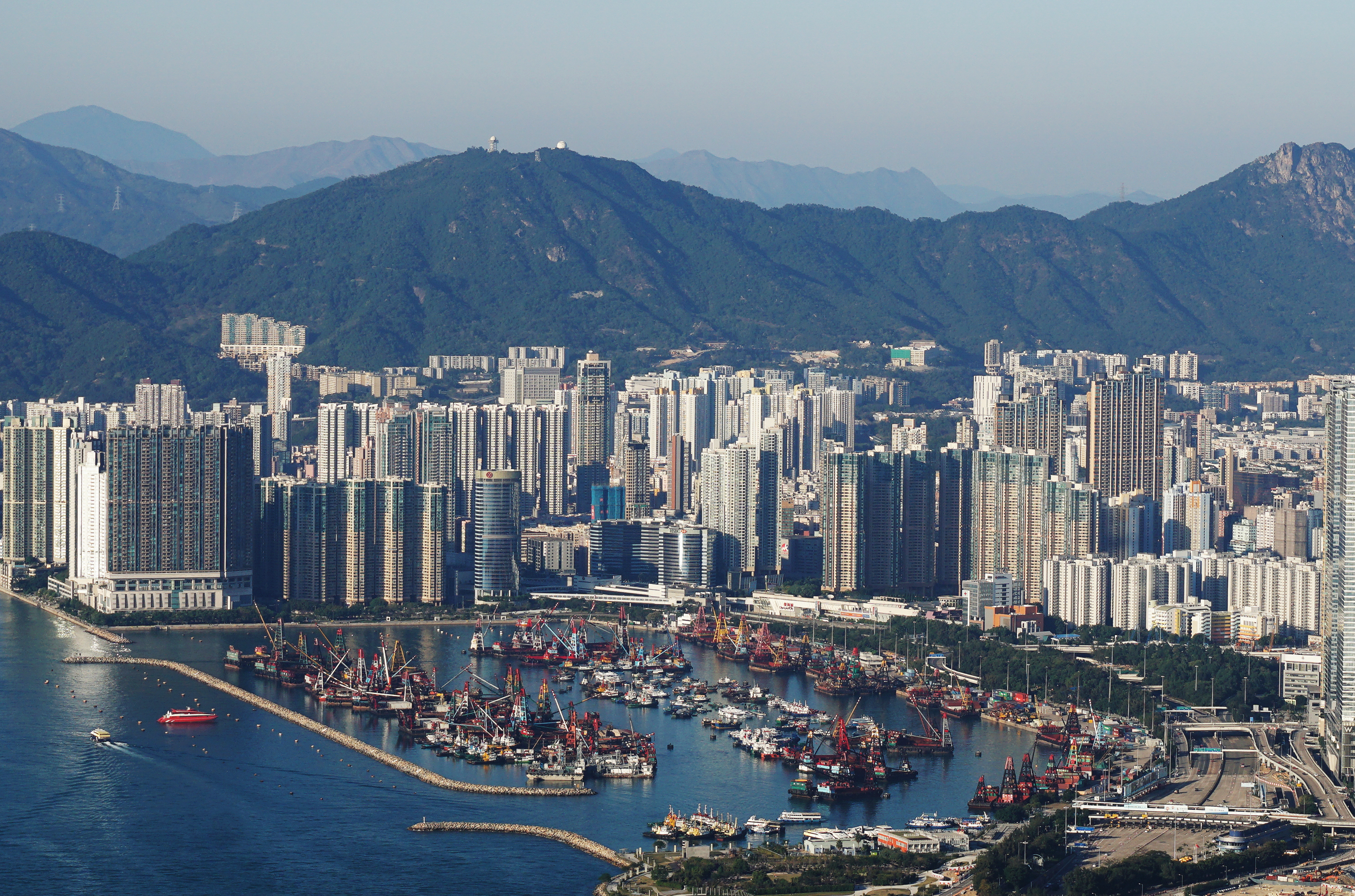
由山頂遠望西九龍的新油麻地避風塘

香港目前有多個避風塘，包括：
| 港島 - 銅鑼灣避風塘 - 筲箕灣避風塘 - 香港仔避風塘 (香港仔南避風塘、香港仔西避風塘) | 九龍 - 觀塘避風塘 - 九龍灣避風塘 - 土瓜灣避風塘 - 三家村避風塘（酒灣） - 油麻地避風塘（新油麻地避風塘） | 新界 - 屯門避風塘 - 船灣避風塘 - 長洲避風塘 - 西貢市避風塘 - 鹽田仔避風塘 - 喜靈洲避風塘 - 藍巴勒海峽避風塘（門仔塘） |

## 圖集

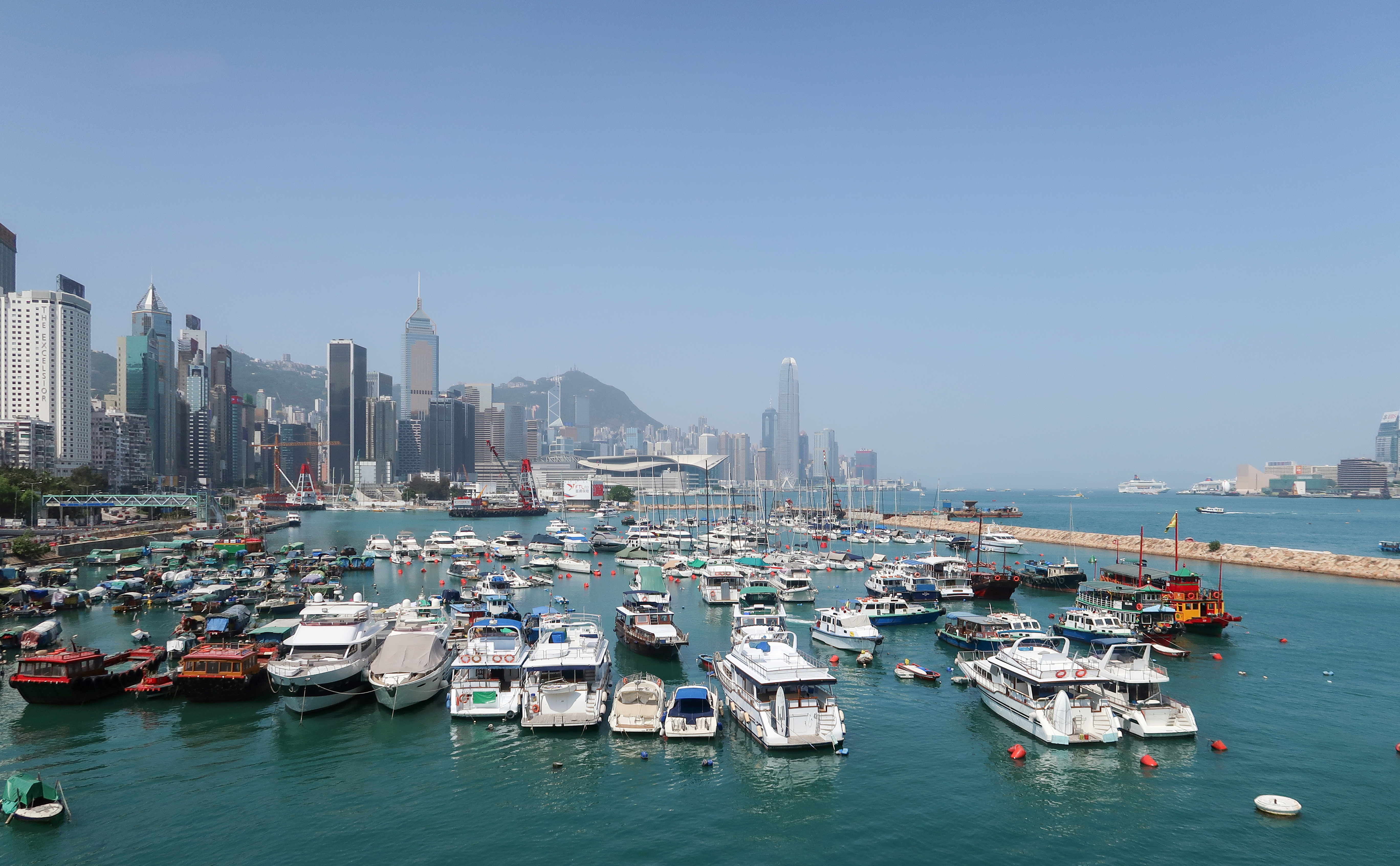
銅鑼灣避風塘
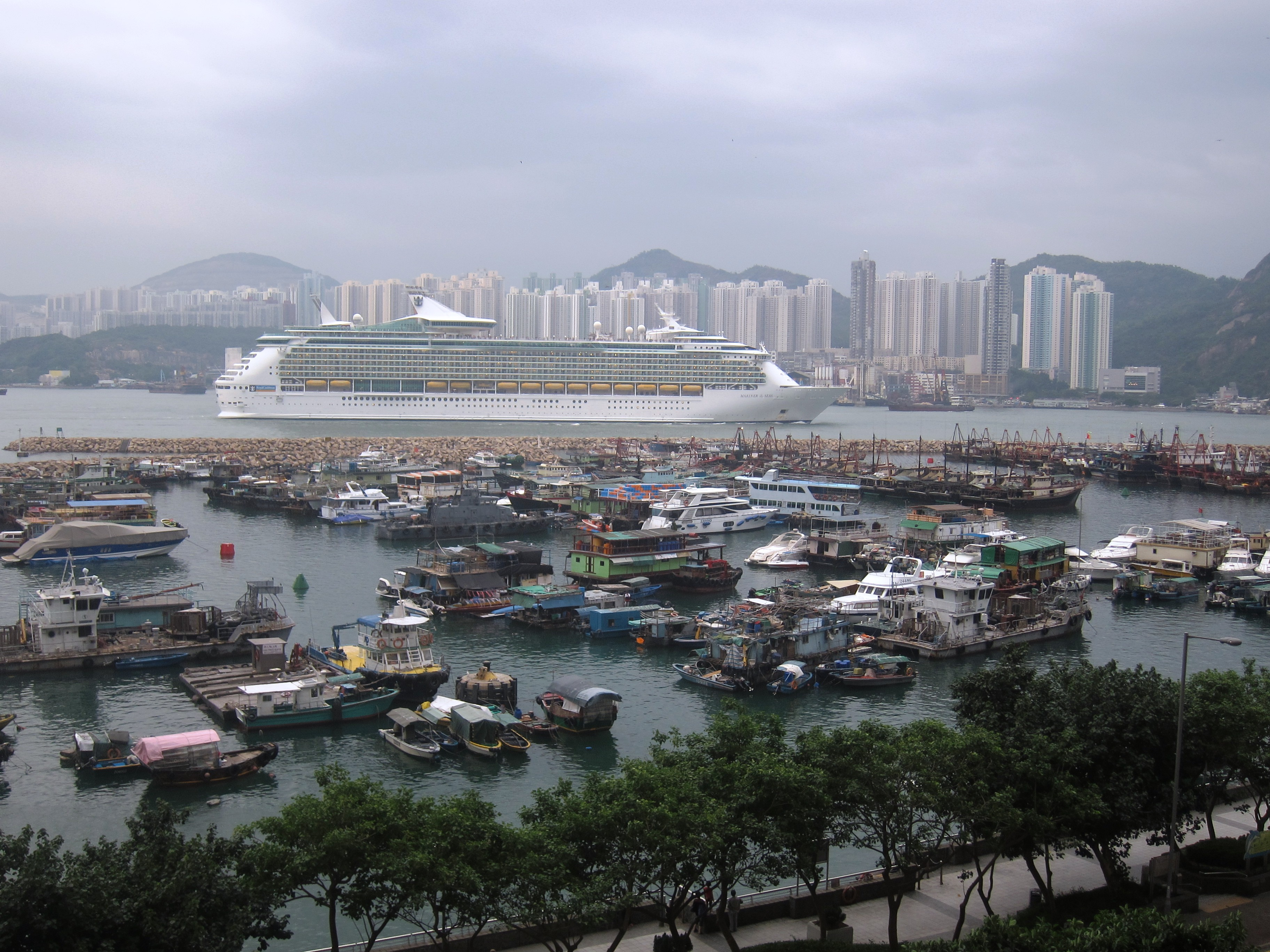
筲箕灣避風塘
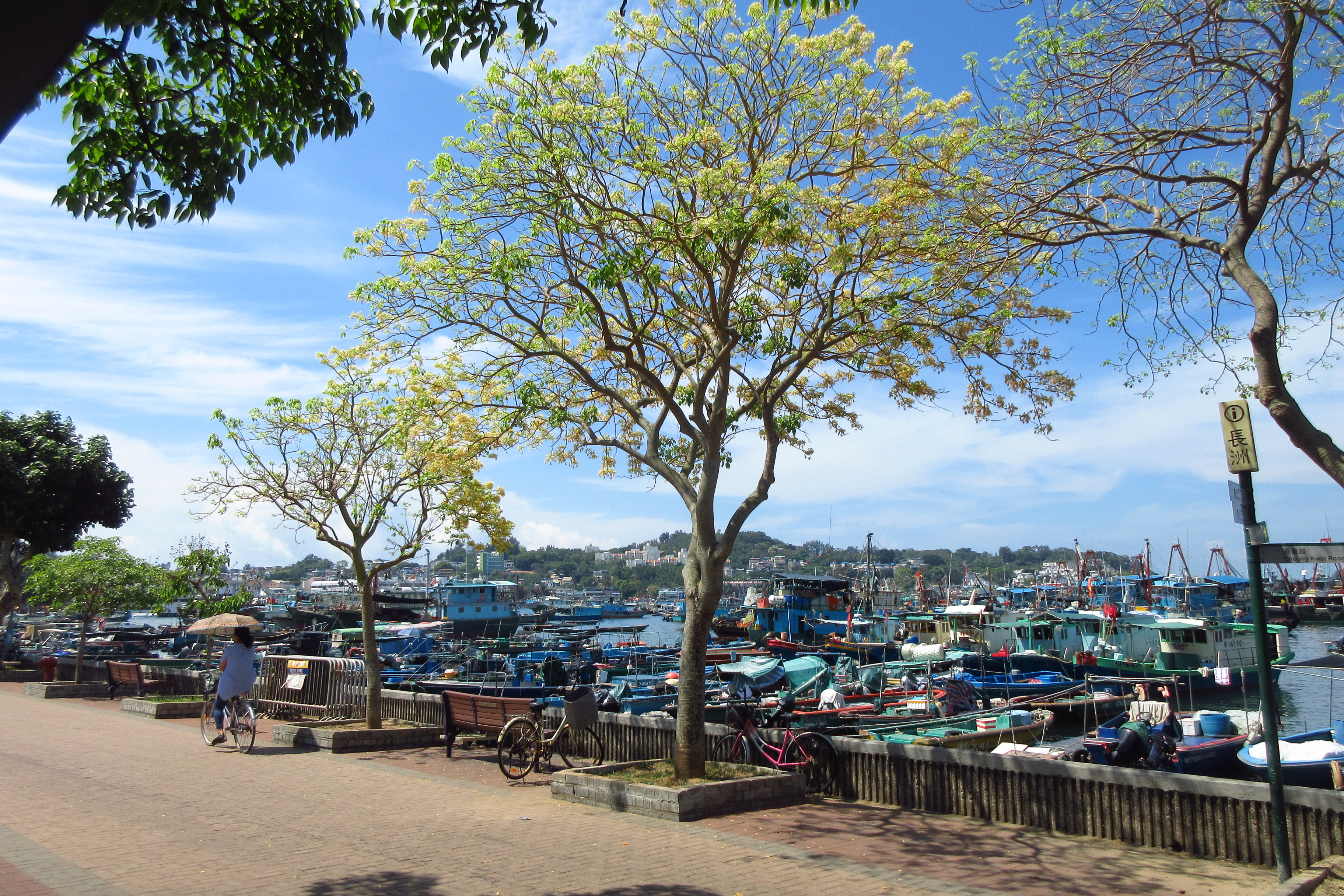
長洲避風塘
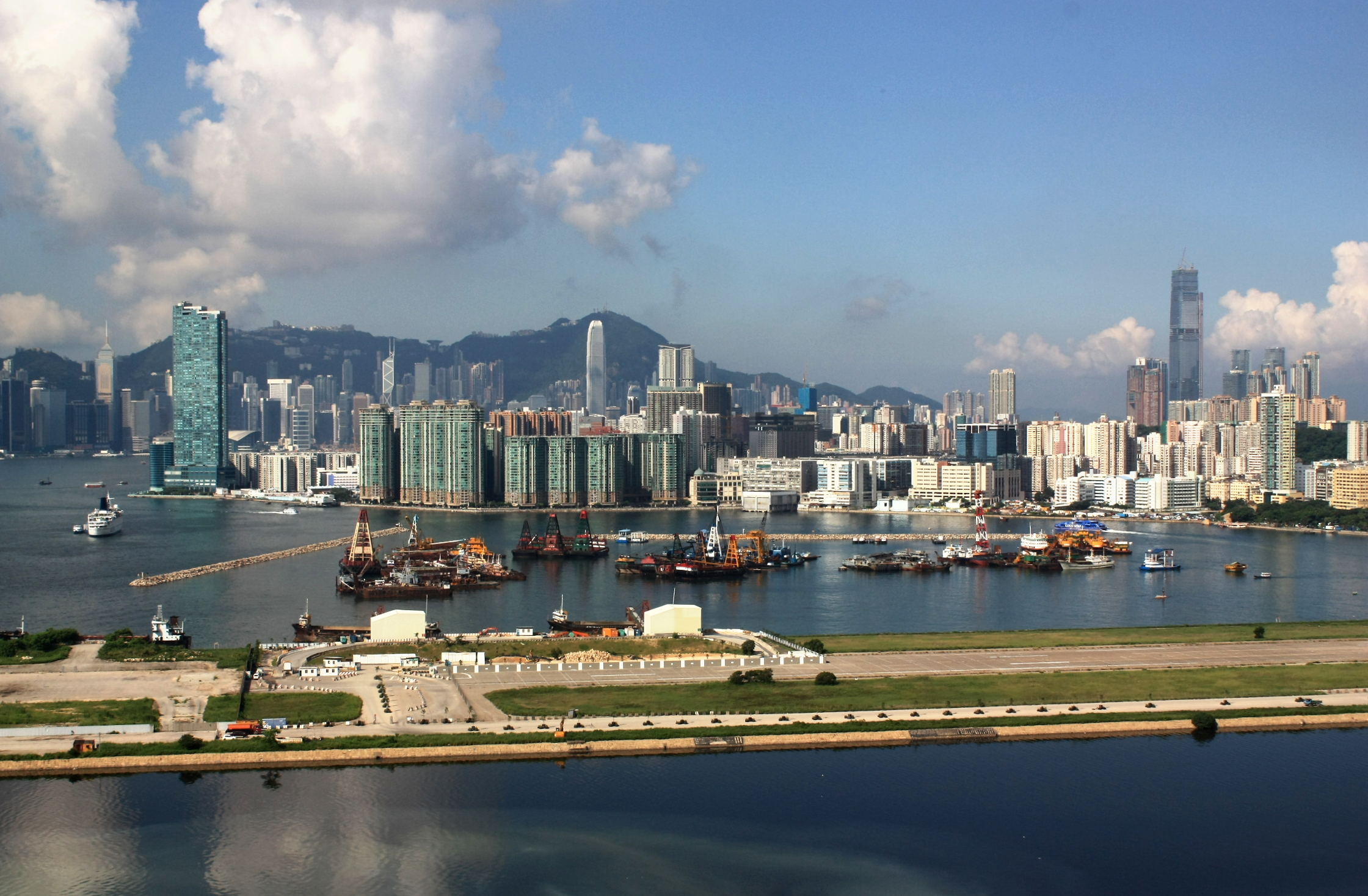
土瓜灣避風塘

## 外部連結
- 避風塘 - 香港海事處 （页面存档备份，存于）
- 香港仔：避風塘的風景 - 香港教育城 （页面存档备份，存于）